# Bulbophyllum amplifolium
Bulbophyllum amplifolium là một loài phong lan thuộc chi Bulbophyllum.